# Каома
 Тази статия е за френската музикална група.  За града в Замбия вижте Каома (град)].  
Каома (на френски: Kaoma) е френска поп група сформирана от продуцента Оливие Ламот (Olivier Lamotte). Членовете на групата са емигранти от Южна Америка. Творчеството им е вдъхновено от народната музика на Бразилия, Боливия и Перу.
Групата става световноизвестна със сингъла си Lambada излязъл през 1989. Песента се базира на Llorando se fue на боливийската група Los Kjarkas, за което не е имало разрешение и заради което, впоследствие, се води съдебно дело.